# Eugymnopeza imparilis
Eugymnopeza imparilis là một loài ruồi trong họ Tachinidae.